# City Hunter ～愛不要消失～
City Hunter ～愛不要消失～（日语：City Hunter ～愛よ消えないで～），是日本女音樂家、歌手小比類卷香穗留的第5張單曲。1987年5月10日由EPIC Sony發行。

## 解說
標題曲「City Hunter ～愛不要消失～」是讀賣電視台、日昇動畫製作電視動畫《城市獵人》作為第1話至第26話選用的片頭主題曲。至於B面歌曲「What's Goin' On」也被選為《城市獵人》動畫版第14話的插入歌曲使用，由該話登場角色松村渚的配音員渕崎有里子主唱。後來，該歌還製作了重錄編曲版本。

## 收錄歌曲
所有歌曲都由大內義昭作曲，戶塚修編曲。
1. City Hunter ～愛不要消失～
  - 作詞：麻生圭子（日语：麻生圭子）
  - 讀賣電視台、日本電視網電視動畫《城市獵人》片頭主題曲
2. What's Goin' On
  - 作詞：小比類卷香穗留
  - 讀賣電視台、日本電視網電視動畫《城市獵人》劇中插入曲